# Condado de Luxemburgo

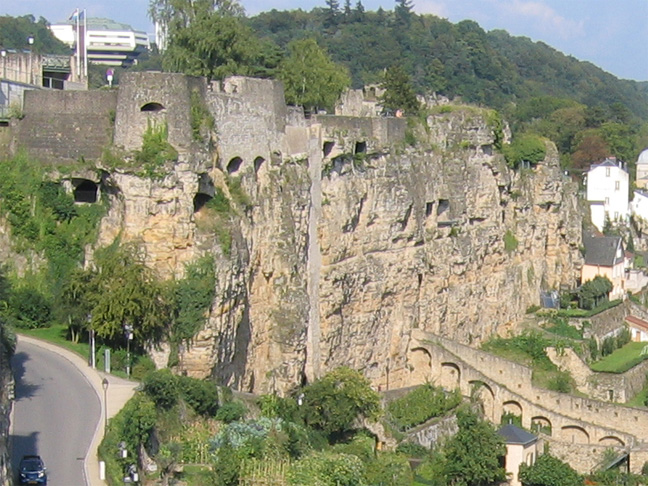
BockFiels, Luxemburgo

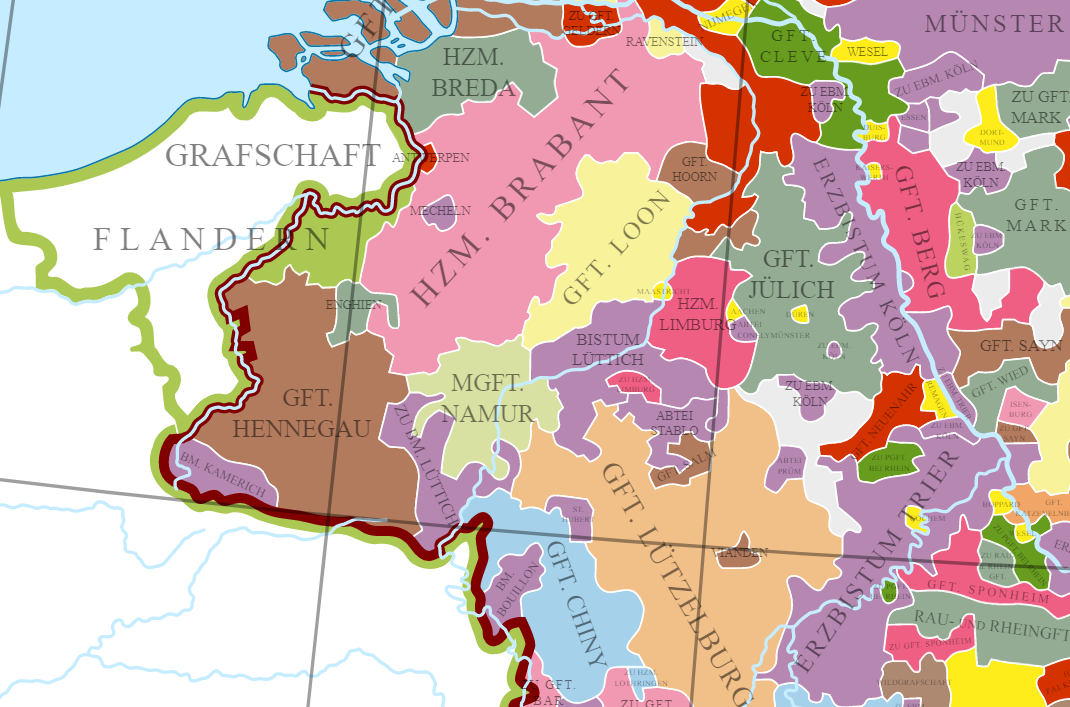
Territorio de Lützelburg (naranja) alrededor de 1250

El condado de Luxemburgo ( en francés: Luxembourg  ; en luxemburgués: Lëtzebuerg   ) fue un Estado del Sacro Imperio Romano Germánico . Surgió del castillo medieval de Lucilinburhuc ("Pequeña Fortaleza") en la actual ciudad de Luxemburgo, adquirido por Sigfrido, conde de las Ardenas en 963. Sus descendientes de la dinastía Ardennes-Luxemburgo comenzaron a llamarse Condes de Luxemburgo a partir del siglo XI. La Casa de Luxemburgo, una rama cadete de los Duques de Limburgo, se convirtió en una de las fuerzas políticas más importantes del siglo XIV, compitiendo con la Casa de Habsburgo por la supremacía en Europa Central .

## Historia
La región histórica de Luxemburgo fue colonizada por tribus celtas en el siglo II. Tras las conquistas de Julio César durante las Guerras de las Galias del 58 al 51 a. C., se incorporó a la provincia romana de Germania Inferior . Tras la invasión de los francos germánicos del este durante el período de migración en el siglo V, la región de Luxemburgo se convirtió en parte de Francia y el Imperio carolingio . En 843, Luxemburgo pasó a formar parte de la Francia Media ( Tratado de Verdún ), luego de Lotaringia en 855 ( Tratado de Prüm ) y, finalmente, de la Alta Lorena en 959. Desde 925, ha pertenecido a Francia Oriental, predecesora del Reino de Alemania y del Sacro Imperio Romano Germánico, y gran parte estaba en manos de la Abadía de Echternach .
Desde la Alta Edad Media hasta el Renacimiento, los autores atribuyeron diferentes nombres a Luxemburgo, tales como: Lucilinburhuc, Lutzburg, Lützelburg, Luccelemburc, Lichtburg . El nombre generalmente se traduce del latín como "pequeño castillo". Sin embargo, los historiadores modernos creen que la etimología de la palabra Luxemburgo es una derivación de la palabra Letze, que significa fortificación,[cita requerida] que podría haberse referido a los restos de una torre de vigilancia romana o a un refugio primitivo de la Alta Edad Media. La primera referencia conocida al territorio fue de Julio César en sus Comentarios sobre la Guerra de las Galias .

## Condado
La fortificación en ruinas, supuestamente romana, llamada Lucilinburhuc se mencionó por primera vez en 963, cuando el conde Sigfrido la adquirió de Wikerus, abad de la abadía de San Maximino en Tréveris . Sigfrido apareció por primera vez alrededor de 950. Posiblemente era hijo de Gilberto, duque de Lorena, y su madre Cunigunda era nieta del rey franco occidental Luis el Tartamudo . En los años siguientes, Sigfrido construyó un nuevo castillo en el sitio de las ruinas, sobre una roca más tarde llamada " Bockfiels ". El castillo dominaba un tramo de la antigua calzada romana que unía Reims, Arlon y Tréveris que ofrecía perspectivas para el comercio y los impuestos. Aunque la historia de Luxemburgo comenzó con la construcción del castillo, parece que Sigfrido y sus sucesores inmediatos no hicieron del castillo su residencia principal.
Durante los años siguientes, un pequeño pueblo y un mercado crecieron alrededor del nuevo castillo. Sus primeros habitantes fueron probablemente sirvientes del Conde Sigfrido y clérigos de la Iglesia de San Miguel. El asentamiento pronto recibió protección adicional mediante la construcción de una muralla y un foso parciales. Además de la pequeña ciudad cerca de Bockfiels y la calzada romana, se estableció otro asentamiento en el valle de Alzette, hoy el barrio Grund de Luxemburgo.
En 1060, los descendientes de Sigfrido habían ampliado la fortaleza. Conrado I (m. 1086) fue el primero en llamarse a sí mismo "Conde de Luxemburgo". Su hijo, Enrique III, fue el primer conde conocido que estableció allí su residencia permanente, ya que en un documento de 1089 se le menciona como "comes Henricus de Lutzeleburg". En 1083, esta ciudad baja contenía dos iglesias y puentes sobre los ríos Alzette y Petruss . Las ocupaciones de sus habitantes incluían la pesca, la panadería y la molienda. En el mismo año, Conrado I, conde de Luxemburgo, fundó la abadía benedictina de Altmünster en la colina detrás del castillo.
En 1136, cuando el conde Conrado II de Luxemburgo murió sin herederos, la rama Ardenas-Luxemburgo se extinguió y el condado, por orden del emperador Lotario II, pasó al primo materno de Conrado, Enrique el Ciego, de la Casa de Namur . Cuando Enrique el Ciego murió en 1196, el conde Otón I de Borgoña (hijo del emperador Hohenstaufen Federico Barbarroja ) reclamó el trono. La hija de Enrique el Ciego, Ermesinda, se casó con el conde Teobaldo I de Bar, asegurando así su propia sucesión como condesa de Luxemburgo.
La ciudad de Luxemburgo se convirtió en el centro de un estado de valor estratégico en los Países Bajos . Sus fortificaciones fueron ampliadas y fortalecidas constantemente a lo largo de los años por los sucesivos propietarios, lo que la convirtió en una de las fortalezas más fuertes de Europa. A través de sus formidables defensas se hizo conocido como el "Gibraltar del Norte". Los condes de Luxemburgo perdieron la herencia de Limburgo cuando fueron derrotados por los duques de Brabante en la batalla de Worringen de 1288. Sin embargo, el conde Enrique VII, cuyo padre Enrique VI había muerto en batalla, resolvió la disputa casándose con Margarita de Brabante en 1292. En 1308, fue elegido rey de los romanos y fue coronado emperador del Sacro Imperio Romano Germánico en 1312, el primero de los tres emperadores proporcionados por la Casa de Luxemburgo. Su hijo, Juan el Ciego, se convirtió en rey de Bohemia en 1310, después de lo cual la dinastía trasladó su sede de poder al Castillo de Praga .

## Elevación
El Ducado de Luxemburgo se formó cuando se combinaron los condados de Luxemburgo, Durbuy, Laroche y Vianden (un condado vasallo desde el 31 de julio de 1264), el Marquesado de Arlon y los distritos de Thionville, Bitburg y Marville. Luxemburgo fue un feudo independiente del Sacro Imperio Romano Germánico hasta 1353, cuando el emperador luxemburgués Carlos IV lo elevó a la categoría de ducado para su medio hermano, Wenceslao I, duque de Luxemburgo.
Tras la extinción de la dinastía de Luxemburgo, el ducado pasó a la Casa de Valois-Borgoña en 1443, y luego al Archiducado de Austria en 1482. Fue integrado en el Círculo Borgoñón del Sacro Imperio Romano Germánico, por el emperador Carlos V en la Pragmática Sanción de 1549. Durante las Guerras Revolucionarias Francesas, Luxemburgo fue anexado al departamento de Forêts. Tras el acuerdo en el Congreso de Viena de 1815, parte del territorio del antiguo ducado se convirtió en el Gran Ducado de Luxemburgo bajo el dominio del Reino de los Países Bajos, pero no como parte de él, después de lo cual se unió a la Confederación Alemana.